# Roy E. Disney
Roy Edward Disney (Los Angeles, 10 gennaio 1930 – Newport Beach, 16 dicembre 2009) è stato un dirigente d'azienda statunitense, direttore della Walt Disney Company per molti anni, nonché figlio di Roy Oliver Disney, nipote di Walt Disney e padre di Abigail Disney.

## Biografia
Nacque a Los Angeles nel 1930, da Roy O. Disney e Edna Francis.
Roy E. Disney iniziò a lavorare alla The Walt Disney Company nel 1954 come produttore e assistente alla regia di alcuni documentari della serie La natura e le sue meraviglie, fino a quando, nel 1967, venne eletto nel consiglio di amministrazione dell'azienda. Nel 1977 lasciò il consiglio di amministrazione dopo un litigio con i colleghi. Dichiarò successivamente: "Pensavo solo che la compagnia non stesse andando da nessuna parte. Era veramente soffocante." Nel 1984 tornò nel consiglio di amministrazione come vicedirettore e diresse il dipartimento di animazione. Si pose l'obiettivo di rinnovare la tradizione dell'animazione dell'azienda e riscuotendo un grande successo fino alla fine del decennio. I dipendenti erano grati per la grande libertà artistica che concedeva loro.
Il 16 ottobre 1998, ricevette a sorpresa il prestigioso Disney Legends Award dal CEO Michael Eisner presso la Disney Legends Plaza appena inaugurata.
Il progetto preferito di Roy E. Disney era il film Fantasia 2000, un quasi-sequel del film Fantasia del 1940 di suo zio Walt Disney che aveva sempre avuto in mente ma che non aveva mai potuto realizzare. Roy E. Disney è stato il produttore esecutivo del sequel, la cui realizzazione ha richiesto nove anni e la cui anteprima è avvenuta il 17 dicembre 1999.
Fu l'ultimo membro della famiglia del gruppo a rinunciare al suo incarico di vicedirettore nel novembre 2003, dopo delle "serie differenze di opinioni riguardanti la direzione e lo stile di gestione." C'erano anche divergenze con il capo dell'azienda Michael Eisner. Disney criticò il suo stile di gestione, che faceva sì che l'azienda fosse percepita dal pubblico come "avida, senz'anima e sempre alla ricerca di soldi facili". Inviò una lettera dove criticava Eisner, criticava anche la negligenza del dipartimento dell'animazione, i fallimenti con l'ABC, la mentalità aziendale che trasformava la The Walt Disney Company in un "conglomerato senz'anima." Fu l'ideatore del sito web SaveDisney.com, che criticava la dirigenza della Disney con l'obiettivo di estromettere Eisner dai vertici dell'azienda e rinnovare la politica aziendale. Dopo che Robert A. Iger assunse la carica di amministratore delegato il 1º ottobre 2005, il sito web venne chiuso. Disney fu l'ultimo membro della famiglia Disney ad essere attivo nell'azienda.
All'età di 77 anni, nel gennaio 2007 Disney divorziò dalla moglie Patricia Ann Dailey, con cui era stato sposato per 52 anni. Patricia Disney morì a causa della malattia di Alzheimer il 3 febbraio 2012. Nel 2008 Disney sposò in seconde nozze la produttrice televisiva Leslie DeMeuse, con la quale aveva prodotto il documentario sulla vela Morning Light. Si era classificato, secondo la rivista Forbes, come il 283º uomo più ricco del mondo. 

## Vita privata
Disney fu sposato con Patricia Ann Dailey per 52 anni, fino al 2007, quando, dopo essere stati separati formalmente, divorziarono. La coppia, separata formalmente da tempo, aveva avuto quattro figli: Tim, Roy Patrick, Abigail e Susan. Nel 2008 sposò la produttrice televisiva Leslie DeMeuse. Disney aveva una passione per la vela, e instaurò vari record, come il record di tempo da Los Angeles a Honolulu che batté nel luglio 1999 con il suo monoscafo Pyewacket.